# Polderstad
Polderstad is een compositie voor gemengd koor of mannenkoor met harmonieorkest van de Nederlandse componist Kees Vlak. Het werk werd geschreven ter gelegenheid van het vijfhonderdjarig jubileum van de stad Purmerend.